# Alicia Martín Villanueva
Alicia Martín (Madrid, 1964) es una artista española interdisciplinar, siendo la escultura el campo en el que ha sido más prolífica y en la que ha obtenido mayor reconocimiento. A principios de los años 90 comienza a trabajar con libros, el elemento que se ha convertido en una de sus señas de identidad.

## Trayectoria artística
Una selección de exposiciones individuales e intervenciones:
- 2022: ORBITAL - Instalación Consejo Superior de Investigaciones Científicas (CSIC).[2]
- Otras bibliotecas - Instalación sede Editorial Consejo Superior de Investigaciones Científicas (CSIC). Madrid.[3]
- TRANSFERENCIA - Festival Gutun Zuría. Azkuna Zentroa. Bilbao.[4]
- 2021: Noli me tangere - Casa Natal de Cervantes. Alcalá de Henares. Madrid[5]
- 2020: Disonancia - Museo del Romanticismo. PhotoESPAÑA 2020.[6] Madrid.[7][8]
- 2019: Contrapposto - Instalación en el stand de El Pais, ARCO 19. Madrid.[9][10]
- 2018: Archivo 113 - Museo Lázaro Galdiano. Madrid.[11]
- 2017: Palíndromo - Da2 Domus artium. Salamanca.[12]
- Contemporáneos - Lección de arte, Museo Thyssen-Bornemisza. Madrid.[13][14]
- Jardines - BUCHWELTEN, Museum Sinclair-haus, Bad Homburg.Frankfurt.[15]
- 2015: Conciencia - OpenArt 2015. Örebro.[16][17]
- Biografías. UMONS, Installation Urbaines/ Capitalidad Europea de Cultura. 2015 Mons.
- 2013: Biografias - BOOKHOUSE. La forma del libro. MARCA, Museo delle Arti di Catanzaro. Catanzaro.[18]
- 2012: Biografias - Non-Fiction. Central House of Artists, Moscú.
- Parásitos. Holland Paper Bienal. Museo Meermanno, House of book. Den Haag.
- “La fatiga del material…” Auditorium parco Della música. Fondazione Musica per Roma.
- 2009: Biografías - Cosmopoética[19] Molino de San Antonio, Córdoba.
- 2007: Palíndromo - Proyecto específico para Prize Goncourt des Lycees,Fnac. Montparnasse de París.
- Descatalogados. Proyecto específico para Prize Goncourt des Lycees, Ville de Rennes.
- Biografias. Schaurausch. OK Centrum. ºKulturhauptstadt Europeas. Linz.[20]
- Meteoro. Cart(ajena) IV Congreso Internacional de la Lengua Española. Museo Naval. Cartagena de Indias.[21]
- 2004: Proyectos de Autismo -  Le Creux de l´enfer. Centre d’art contemporain, Thiers.[22]
- 2003: Biografías - Palacio de Linares, Casa de América. Madrid.[22]
- Políglotas II. Intervención en la fachada del Koldo Mitxelena Kulturunea, San Sebastián.
- 2002 - Políglotas - Intervención en la fachada de La Casa Encendida, Obra Social, Caja Madrid.

## Obra
Su obra está presente en algunos museos y colecciones de Arte Contemporáneo como el Museo Nacional Centro de Arte Reina Sofía, Centro Museo de Arte Contemporáneo de Castilla y León Musac, DA2, Biblioteca de Alejandría (Egipto), MAS, Centro gallego de Arte Moderno, CGAC, Museo Patio Herreriano Museo de Arte Contemporáneo Español, (Valladolid), Centro Museo Vasco de Arte Contemporáneo de Vitoria, Instituto Valenciano de Arte Moderno, Caldic Collectie B.V, (Rotterdam),  Museum Voorlinden de La Haya entre otros.

## Premios y reconocimientos
En 2019 recibió premio Antonio de Sancha, otorgado por la Asociación de editores de Madrid por la “valoración del libro como elemento artístico, resaltando sus valores simbólicos y de comunicación”.